# 2025년 유럽 폭염

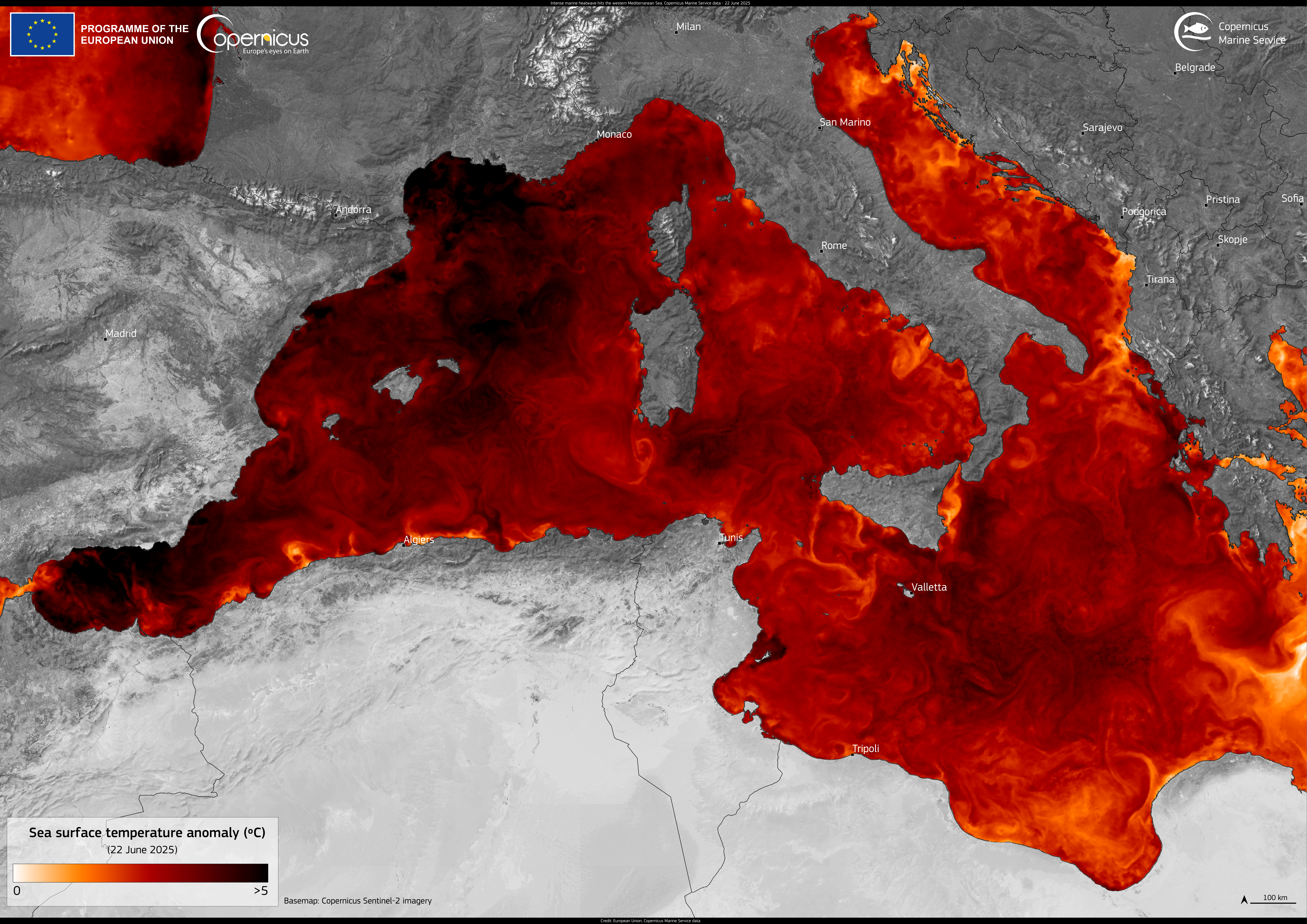
6월 22일 지중해 해수면 온도 이상

2025년 5월 말부터 유럽 일부 지역이 폭염의 영향을 받았다. 4월 초에 이미 기록적인 기온이 나타났지만, 가장 극심한 기온은 6월 중순에 시작되었으며, 전문가들은 영국에서만 수백 명의 열 관련 사망자가 발생할 것으로 추정했다. 포르투갈과 스페인 모두에서 6월 최고 기온 국가 기록이 46 °C (115 °F)를 넘어서며 경신되었고, 다른 최소 10개국에서도 지역 기록이 경신되었다.

## 국가별

### 알바니아
4월 중순, 알바니아는 중부 및 동부 유럽의 여러 국가들과 함께 계절에 맞지 않는 따뜻한 기온의 영향을 받았으며, 티라나는 28 °C (82 °F)에 도달할 것으로 예측되었다.
6월 9일, 발칸반도 대부분 지역이 37 °C (99 °F)에 도달했을 때 티라나에서는 37.6 °C (99.7 °F)가 기록되었다.

### 오스트리아
6월 26일, 케른텐주의 6월 최고 기온 기록이 파이슈트리츠옵블라이부르크에서 38.3 °C (100.9 °F)가 기록된 후 경신되었다. 여러 개별 관측소의 6월 기록 또한 경신되었다.

### 벨라루스
4월 중순, 벨라루스는 중부 및 동부 유럽의 여러 국가들과 함께 계절에 맞지 않는 따뜻한 기온의 영향을 받았다.
7월 3일, 브레스트 (벨라루스)를 포함한 남서부 지역에서는 35 °C (95 °F)에 도달할 것으로 예보되었고, 전국에 주황색 위험 경보가 발령되었다.

### 보스니아 헤르체고비나
6월 26일, 3개 도시의 6월 최고 기온 기록이 경신되었다. 도보이는 38.2 °C (100.8 °F), 사라예보는 38.8 °C (101.8 °F), 투즐라는 37.7 °C (99.9 °F)를 기록했다. 브르바냐 (바냐루카)와 첼리나츠 사이의 철도는 열기로 인해 변형되어 ŽRS 운행이 중단되었다.
7월 3일, 모스타르에서는 41 °C (106 °F)가 기록되었고, 브르치코 행정구에서는 고온으로 인한 산불이 증가했다. 7월 4일부터 사라예보 일부 지역에서는 오후 10시부터 오전 7시까지 물 사용이 제한되기 시작했다. 같은 날, 모스타르는 연속으로 두 번째로 41 °C (106 °F)의 기온을 기록했다.

### 불가리아
7월 초, 불가리아는 5일 동안 40 °C (104 °F) 이상의 기온이 예상되는 강렬한 폭염을 겪을 것으로 예상되었으며, 7월 7일과 8일에는 43 °C (109 °F)를 초과하는 최고 기온이 예보되었다.

### 크로아티아
6월 26일, 여러 도시에서 6월 최고 기온 기록이 경신되었는데, 슬라본스키브로드에서는 38.2 °C (100.8 °F)가 기록되었고, 자그레브의 그리치 (자그레브) 지역에서는 6월 기록에 0.1 °C (0.18 °F) 차이로 근접했다. 자그레브의 플레소 지역은 슬라본스키브로드와 정확히 같은 기온을 기록했다.

### 에스토니아
4월 중순, 에스토니아는 중부 및 동부 유럽의 여러 국가들과 함께 계절에 맞지 않는 따뜻한 기온의 영향을 받았으며, 24 °C (75 °F) 이상으로 올라갈 것으로 예상되었다. 이 나라의 4월 최고 기온 기록은 28.8 °C (83.8 °F)가 기록되면서 경신되었다.

### 프랑스
5월 말, 프랑스 일부 지역은 기록적인 더위를 겪었는데, 이는 이베리아반도를 거쳐 프랑스까지 휩쓸었다. 5월 28일, 카네앙루실롱에서는 32.3 °C (90.1 °F)가 기록되었다. 5월 30일, 프랑스 서부의 27개 기상 관측소에서 5월 최고 기온 기록이 경신되었는데, 여기에는 리모주와 툴루즈가 포함되었다. 이 중 가장 높은 기온은 사브레 (랑드)에서 기록된 36.4 °C (97.5 °F)였다.
6월 19일, 프랑스는 1947년 기록 시작 이래 50번째 폭염을 맞이했으며, 정오부터 27개 주가 황색 폭염 경보에 들어갔다. 메테오프랑스는 6월 20일부터 16개 주에 주황색 폭염 경보를 발령했으며, 30개 이상의 주에 황색 경보를 발령했다. 프랑스 전력공사는 고온의 수온이 전력 생산에 영향을 미쳐 전력 공급이 중단될 수 있다고 경고했는데, 특히 뷔제 원자력 발전소에 영향을 미쳤다. 6월 21일, 샤토메이앙에서 39.9 °C (103.8 °F)가 기록되었으며, 6월 22일과 23일에는 이제르주와 론강을 제외한 모든 주에서 주황색 폭염 경보가 해제되었다.
6월 29일, 골페슈 원자력 발전소의 원자로 하나가 가론강의 수온 상승으로 인해 가동 중단되었다. 블라예와 뷔제 원자력 발전소 모두 냉각에 사용하는 강물이 평소보다 따뜻해 전력 생산량이 감소했다.
6월 30일, 기록적인 84개 주가 주황색 폭염 경보에, 추가로 7개 주가 황색 경보에 들어갔다. 경보가 없는 주는 단 5개 주뿐이었다: 칼바도스주, 코트다르모르주, 피니스테르주, 망슈, 센마리팀주. 다음 날, 파리 지역 전체를 포함한 16개 주가 적색 경보로 격상되었다. 에펠탑의 일부는 극심한 더위로 인해 6월 30일부터 7월 2일까지 폐쇄되었다.
7월 1일, 카데네에서 41.4 °C (106.5 °F)가 기록되었다. 교육부에 따르면, 총 2,213개 학교가 폭염으로 인해 휴교했다.
7월 2일, 4개 주는 적색 폭염 경보에, 추가로 55개 주는 주황색 경보에 있었다. 메테오프랑스는 프랑스가 2003년에 이어 역대 두 번째로 더운 6월을 기록했으며, 평균 기온은 22.2 °C (72.0 °F)였다고 발표했다. 또한, 이 기관은 아비뇽이 11일, 카르카손, 님 (도시), 툴루즈가 9일 동안 35 °C (95 °F)를 초과하는 전례 없는 일수를 기록했다고 언급했다. 10세 미국인 관광객이 베르사유궁 방문 중 쓰러져 사망했다. 그날 초 생태 전환부 장관 아녜스 파니에루나셰는 폭염 관련 사망자 2명이 추가로 발생했으며, 300명 이상이 폭염으로 인해 응급 치료를 받았다고 보고했다.

### 독일

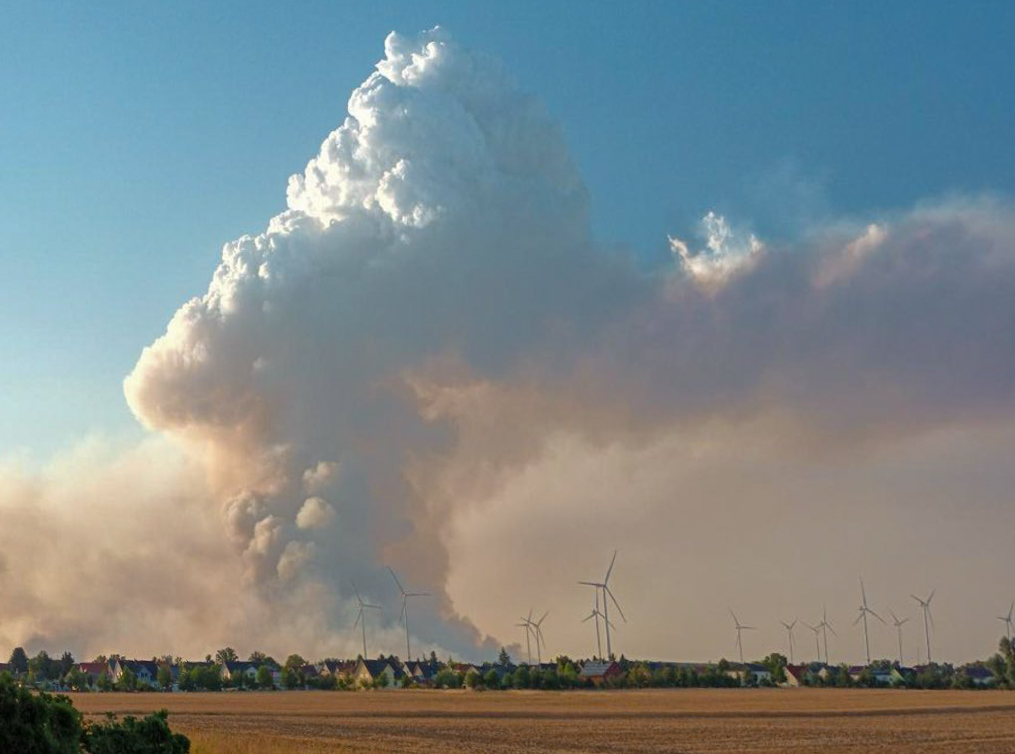
2025년 7월에 발생한 고리쉬하이데 산불.

4월 중순, 독일 동부는 중부 및 동부 유럽의 여러 지역과 마찬가지로 계절에 맞지 않는 따뜻한 기온의 영향을 받았으며, 베를린은 4월 16일과 17일에 26 °C (79 °F)에 도달할 것으로 예상되었다.
6월 21일, 부퇴슈잉겐에서 32.8 °C (91.0 °F)가 기록되었다.
7월 1일, 작센주와 브란덴부르크주 경계의 고리슈하이데에서 산불이 발생하여 100명 이상이 대피하고 소방관 2명이 부상당했다. 7월 2일, 독일은 올해 들어 가장 더운 날을 경험했는데, 안더나흐에서 39.3 °C (102.7 °F)가 기록되었고, 탕거휘테에서 39.2 °C (102.6 °F), 키칭겐에서 39.1 °C (102.4 °F)가 그 뒤를 이었다.

### 그리스
6월 9일부터 12일까지 그리스에서는 야간 최저 기온이 대부분 30 °C (86 °F) 이상을 유지했다.
6월 말부터 이 나라는 고온으로 악화된 여러 산불을 겪었으며, 이는 상당한 피해를 초래했다. 6월 27일, 스칼라 (메세니아)에서 43.2 °C (109.8 °F)가 기록되었다. 아테네 국립천문대에 따르면, 그리스는 2024년에 이어 역대 두 번째로 더운 6월을 경험했다. 그 결과, 노동사회보장부는 7월 7일부터 나라의 일부 지역에서 정오부터 오후 5시까지 야외 수작업 및 음식 배달 서비스에 대한 강제 작업 중단을 부과했다.

### 아이슬란드

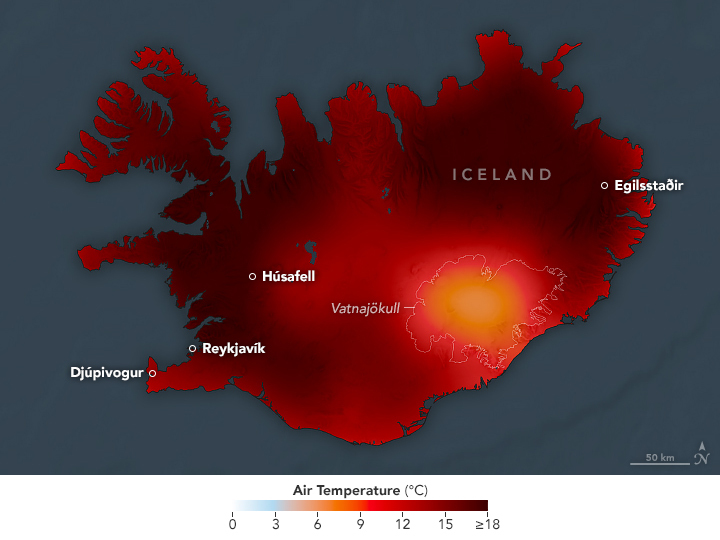
5월 18일 아이슬란드의 기온을 보여주는 지도

5월 중순, 아이슬란드는 기록적인 폭염을 겪었으며, 5월 13일부터 22일까지 10일 연속으로 기온이 최소 20 °C (68 °F)에 도달했다. 이 나라의 5월 최고 기온 기록은 5월 15일 에게이스타디르 공항에서 26.6 °C (79.9 °F)가 기록되면서 경신되었다. 1992년에 기록된 이전 기록 25.6 °C (78.1 °F)는 폭염 기간 동안 세 번 더 초과되었다. 또한, 20년 이상 운영된 국내 자동 관측소의 94%가 5월 최고 기온 기록을 경신했다. 174년 동안 운영된 스티키스홀무르를 포함한 3개의 유인 관측소도 5월 최고 기온 기록을 경신했다.

### 아일랜드
6월 19일, 로스커먼주의 기온이 27 °C (81 °F)에 도달하여 올해 들어 가장 더운 날을 기록했다. 다음 날 같은 장소에서 29.6 °C (85.3 °F)가 기록되어 6월 20일은 아일랜드에서 3년 만에 가장 더운 날이 되었다.

### 이탈리아
6월 12일, 피렌체는 뇌우가 고온으로 바뀌면서 39 °C (102 °F)에 도달할 것으로 예보되었다.
6월 25일, 해발 4,554 m (14,941 ft)의 카판나 마르게리타에서 기록적인 9.5 °C (49.1 °F)가 기록되었다. 6월 26일, 볼로냐에서는 38.2 °C (100.8 °F)에 도달했다. 그곳의 6월 최저 기온 기록은 27.3 °C (81.1 °F)로 경신되었다. 6월 27일, 총 27개 도시가 폭염 경보에 들어갔다. 13개는 적색, 10개는 주황색, 4개는 황색이었다. 6월 30일, 고온으로 인해 두 명이 사망했다. 47세 남성이 산라차로디사베나의 건설 현장에서 일하던 중 사망했고, 53세 여성이 바게리아에서 더위로 쓰러져 사망했다. 7월 1일, 과도한 에너지 소비와 지하 케이블 과열로 인한 정전이 피렌체 일부를 강타하여 공화국 광장의 리나셴테 백화점이 대피했다. 7월 2일, 사르데냐 해변에서 두 남성이 사망하고, 제노아에서 또 다른 남성이 심장마비로 사망했다.

### 라트비아
4월 중순, 라트비아는 중부 및 동부 유럽의 여러 국가들과 함께 계절에 맞지 않는 따뜻한 기온의 영향을 받았으며, 24 °C (75 °F) 이상으로 올라갈 것으로 예상되었다. 이 나라의 4월 최고 기온 기록은 28.4 °C (83.1 °F)가 기록되면서 경신되었다.

### 리투아니아
4월 중순, 리투아니아는 중부 및 동부 유럽의 여러 국가들과 함께 계절에 맞지 않는 따뜻한 기온의 영향을 받았으며, 24 °C (75 °F) 이상으로 올라갈 것으로 예상되었다. 4월 18일, 4개의 기상 관측소에서 29 °C (84 °F)를 초과하여 1959년에 기록된 이전 4월 최고 기온 기록인 23.1 °C (73.6 °F)를 경신했다.

### 북마케도니아
6월 26일, 스코페에서 41.7 °C (107.1 °F)가 기록되었는데, 이는 1949년 이래 스코페에서 기록된 6월 최고 기온이다.

### 폴란드
4월 중순, 폴란드는 중부 및 동부 유럽의 여러 국가들과 함께 계절에 맞지 않는 따뜻한 기온의 영향을 받았으며, 우치는 28 °C (82 °F)에 도달할 것으로 예보되었다. 4월 18일, 웨바에서 29.4 °C (84.9 °F)가 기록되었는데, 이는 4월 평균보다 거의 20 °C (36 °F) 높은 수치이다.

### 포르투갈
5월 말, 포르투갈은 이베리아반도를 거쳐 프랑스까지 휩쓴 기록적인 더위를 겪었다. 5월 28일, 베자 (포르투갈)에서 37.4 °C (99.3 °F)가 기록되어 5월 최고 기온 기록이 경신되었다. 5월 30일, 알발라데 (산티아고두카셈)와 아마렐레자에서 5월 기록이 경신되어 각각 39.6 °C (103.3 °F)와 39.8 °C (103.6 °F)에 도달했다.
6월 8일, 메르톨라에서 40.5 °C (104.9 °F)가 기록되었다. 6월 15일부터 21일까지의 주 동안 포르투갈의 수많은 기상 관측소에서 40 °C (104 °F)를 초과하는 기온이 기록되었으며, 6월 17일 알베가에서 42.3 °C (108.1 °F)가 기록되며 최고조에 달했다.
6월 29일, 모라 (에보라현)에서 46.6 °C (115.9 °F)가 기록되면서 6월 최고 기온 국가 기록이 경신되었다. 이는 2017년 알카세르두살에서 세워진 이전 기록 44.9 °C (112.8 °F)를 넘어선 것이다. 기온은 2003년에 기록된 국가 절대 최고 기온 47.3 °C (117.1 °F)에 근접했다. 전국 90개 기상 관측소 중 31개소가 6월 28일과 29일에 6월 최고 기온 기록을 달성하거나 초과했다. 6월 27일부터 7월 2일까지 보건총국은 주로 85세 이상 인구에서 69명의 초과 사망자를 감지했다.

### 러시아
4월 중순, 러시아 서부는 중부 및 동부 유럽의 여러 지역과 마찬가지로 계절에 맞지 않는 따뜻한 기온의 영향을 받았다.

### 세르비아
6월 26일, 추프리야에서 40.7 °C (105.3 °F)가 기록되었고, 베오그라드와 노비사드에서는 6월 25일과 26일 일일 기록이 경신되어 각각 38.1 °C (100.6 °F)와 38.7 °C (101.7 °F)에 도달했다.

### 슬로베니아
6월 25일, 류블랴나에서 35.7 °C (96.3 °F)가 기록되어 일일 기록이 경신되었다. 6월 26일, 치르노멜에서 38.4 °C (101.1 °F)가 기록되어 6월 최고 기온 국가 기록이 경신되었다. 이는 2022년 포드나노스에서 세워진 이전 기록인 38.0 °C (100.4 °F)를 넘어선 것이다. 또한, 최고 일일 평균 기온 기록도 31.5 °C (88.7 °F)로 경신되었다.

### 스페인
2025년 스페인을 강타한 첫 번째 폭염은 5월 말에 발생하여 전국적으로 기록적인 기온을 가져왔다. 5월 28일, 엘그라나도에서 39.1 °C (102.4 °F)가 기록되었으며, 안달루시아주와 카탈루냐에서 올해 첫 폭염 경보가 발령되었고, 다음 날에는 아라곤주, 엑스트레마두라주, 갈리시아주에서도 발령되었다. 5월 29일, 세비야 공항에서 40.6 °C (105.1 °F)가 기록되면서 스페인은 올해 처음으로 40 °C (104 °F)를 넘는 날을 보았다. 5개 관측소에서 5월 최고 기온 기록이 경신되었고, 1개 관측소에서는 5월 최저 기온 최고 기록이 경신되었다. 5월 30일, 여러 곳에서 기온이 40 °C를 넘어섰으며, 엘그라나도에서는 41.6 °C (106.9 °F)가 기록되었다. 다음 날 기온은 약간 떨어져 코르도바 공항에서 최고 40.7 °C (105.3 °F)가 기록되었다. 5월 30일과 31일, 5개 관측소에서 5월 최고 기온 기록이 추가로 경신되었고, 3개 관측소에서는 5월 최저 기온 최고 기록이 경신되었다.
6월 8일, 스페인 남부의 여러 지역에 주황색 및 황색 폭염 경보가 발령되었다. 약 40개 관측소에서 40 °C를 넘는 기온이 기록되었으며, 모론데라프론테라에서는 최고 기온 42.9 °C (109.2 °F)가 기록되었다. 수십 개의 관측소는 초여름에 기록적인 수준에 도달했다.
6월 19일, 우엘바의 6월 최고 기온 기록이 41.1 °C (106.0 °F)가 기록되면서 경신되었다. 모론데라프론테라의 6월 최저 기온 최고 기록은 25.0 °C (77.0 °F)로 경신되었다. 6월 21일, 코르도바 (스페인)에서 40.4 °C (104.7 °F)가 기록되었으며, 이 지역에서 58세 남성이 올해 첫 열중증 사망자가 되었다. 카를로스 3세 보건 연구소에 따르면, 6월 1일부터 21일까지 고온으로 인한 사망자는 114명이었다. 6월 22일, 무르시아의 6월 최저 기온 최고 기록이 24.4 °C (75.9 °F)로 경신되었다. 6월 23일, 알메리아 공항의 6월 최고 기온 및 최저 기온 최고 기록이 각각 40.9 °C (105.6 °F)와 27.1 °C (80.8 °F)로 경신되었다.
6월 28일, 또 다른 극심한 기온 기간 동안 엘그라나도에서 46.0 °C (114.8 °F)가 기록되면서 6월 최고 기온 국가 기록이 경신되었다. 이는 1965년 세비야에서 세워진 이전 기록인 45.2 °C (113.4 °F)를 넘어선 것이다. 카를로스 3세 보건 연구소에 따르면, 6월 한 달 동안 고온으로 인한 사망자는 총 380명이었다.
7월 1일, 토레페타 이 플로레하크 지방의 농업 지역에서 발생한 대형 산불로 2명이 사망했다.

### 스위스
6월 28일, 비아스카에서 36.0 °C (96.8 °F)가 기록되었고, 파예른 상공에서 −4.28 °C (24.30 °F)가 기록되면서 500 hPa (7.3 psi) 기압에서의 최고 기온 국가 기록이 경신되었다. 메테오스위스는 6월 29일부터 스위스 대부분 지역에 레벨 3 폭염 경보를 발령했다.
7월 2일, 베츠나우 원자력 발전소의 첫 번째 원자로가 가동 중단되었고, 그날 늦게 두 번째 원자로도 가동 중단되어 시설 전체가 오프라인 상태가 되었다. 발전소 운영사인 악스포는 아레강의 물이 과열되는 것을 막고 강 생태계를 보호하기 위해 시설을 가동 중단했다고 밝혔다. 바젤에서 35.7 °C (96.3 °F)가 기록되어 올해 들어 두 번째로 더운 날이 되었다.

### 튀르키예
6월 26일, 튀르키예의 유럽 부분인 동트라키아는 고온의 영향을 받았는데, 에디르네에서는 39.5 °C (103.1 °F), 키르클라렐리에서는 38 °C (100 °F)에 도달했다. 6월 말, 고온과 강풍 속에서 이즈미르주에서 일련의 산불이 발생하여 최소 3명이 사망하고 5만 명 이상이 대피해야 했다.
이스탄불 광역 자치시는 7월 5일부터 9일까지 폭염을 경고하며 어린이, 노인, 임산부 등 취약 계층이 직사광선 아래에 머물지 않도록 촉구했다.

### 영국
영국 기상청은 위치에 따라 3일 연속으로 기온이 25–28 °C (77–82 °F)를 넘을 때를 폭염으로 간주한다. 극심한 더위는 영국에서 기록적으로 최악의 산불이 발생했던 해에 이어 산불 발생 조건을 더욱 악화시켰다. 이 기록은 4월 말에 산불로 소실된 총 면적이 29,000 ha (72,000 ac; 110 mi2; 290 km2)를 초과하면서 올해 예외적으로 일찍 경신되었다.

#### 첫 번째 폭염 (6월 17일~22일)
6월 18일, 런던의 세인트 제임시즈 공원에서 29.3 °C (84.7 °F)가 기록되었으며, UKHSA는 잉글랜드 대부분 지역에 황색 열-건강 경보를 발령했는데, 이는 그날 정오부터 6월 22일 오후 6시까지 유효했다. 런던 위생 열대의학 대학원의 연구원들은 6월 19일부터 22일까지 약 570명의 열 관련 사망자가 발생할 것으로 추정했으며, 런던에서만 129명이 발생할 것으로 예상했다.
6월 19일, 잉글랜드 모든 지역에 주황색 열-건강 경보가 발령되어 6월 23일 오전 9시까지 유효했다. 서퍽주는 기온이 3일 연속으로 27 °C (81 °F)를 넘어서면서 영국에서 공식적으로 폭염에 들어간 첫 번째 지역이 되었다. 히스로와 큐에서 32.2 °C (90.0 °F)가 기록되어 올해 들어 가장 더운 날을 기록했다. 웨일스도 카디프와 트라우스고에드에서 30.2 °C (86.4 °F)가 기록되어 가장 더운 날을 보았다. 스코틀랜드에서 기록된 최고 기온은 글래스고 비숍턴의 24.4 °C (75.9 °F)였는데, 이는 올해 들어 가장 더운 날보다 1.1 °C 낮았다. 로열 애스콧 경마 대회 기간 동안 기온이 29.7 °C (85.5 °F)에 도달했으며, 1명은 병원으로 이송되었고 42명은 현장에서 열 관련 질환 치료를 받았다.
6월 20일, 스코틀랜드는 드럼나드로킷에서 28.9 °C (84.0 °F)가 기록되어 올해 들어 가장 더운 날을 경험했다. 잉글랜드와 웨일스 모두 기온이 30.8 °C (87.4 °F)에 도달했다. 트랜스포트 포 런던은 특정 노선의 평균 기온이 30 °C (86 °F)를 넘는 런던 지하철에 대한 폭염 계획을 가동했다.
6월 21일, 찰우드에서 33.2 °C (91.8 °F)가 기록되어 이틀 전 세워진 기록을 경신했다. 북아일랜드에서는 기온이 3일 연속으로 25 °C (77 °F)를 넘어서면서 2년 만에 처음으로 폭염이 선포되었다. 올해 들어 가장 더운 날은 6월 20일이었는데, 캐슬더그에서 29.5 °C (85.1 °F)가 기록되었다. 러프버러 정션 근처 열차 고장으로 해당 지역의 모든 열차 운행이 중단되었으며, 이 중 3대는 역 플랫폼 밖에 있었다. 이 열차들은 승객 대피에 최대 2시간 반이 걸렸다.
6월 22일, 많은 지역에서 바람과 비가 내리면서 전국적으로 기온이 떨어졌고, 잉글랜드 북부, 웨일스 북동부, 스코티시보더스 일부 지역에는 오전 3시까지 뇌우에 대한 야간 황색 기상 경보가 발령되었다.

#### 두 번째 폭염 (6월 27일~7월 2일)
6월 26일, UKHSA는 이스트미들랜즈, 이스트오브잉글랜드, 런던, 남동부, 남서부 지역에 주황색 열-건강 경보를 발령했으며, 웨스트미들랜즈, 요크셔험버 지역에는 황색 경보를 발령했다. 모든 경보는 6월 27일 정오부터 7월 1일 오후 6시까지 유효했다. 6월 30일, 북서부 지역에 황색 경보가 발령되었고, 웨스트미들랜즈와 요크셔험버 지역의 경보는 주황색으로 격상되었다. 모든 경보는 7월 2일 오전 9시까지 연장되었다.
6월 27일까지 서퍽주는 샌턴다운햄에서 3일 연속으로 27 °C (81 °F)를 초과하는 기온을 기록하여 이미 공식적으로 폭염에 들어갔다. 6월 29일, 런던은 기온이 31 °C (88 °F)를 초과하는 두 번째 날을 보냈으며, 글래스톤베리 페스티벌 현장 근처의 요빌턴에서는 26.4 °C (79.5 °F)가 기록되었다.
6월 30일, 히스로 공항에서 최고 33.1 °C (91.6 °F)가 기록되는 등 전국적으로 기온이 30 °C (86 °F)를 넘어섰다. 런던 남서부의 윔블던은 32.3 °C (90.1 °F)로 역대 가장 더운 개막일을 기록했으며, 2001년에 세워진 이전 기록인 29.3 °C (84.7 °F)를 넘어섰다. 저지섬에서는 33.4 °C (92.1 °F)가 기록되어 6월 최고 기온 기록이 경신되었다.
7월 1일, 페버샴에서 35.8 °C (96.4 °F)가 기록되어 올해 들어 가장 더운 날을 기록했다. 북아일랜드, 스코틀랜드, 웨일스는 훨씬 온화한 기온을 보였으며, 최고 기온은 각각 20.5 °C (68.9 °F), 19.7 °C (67.5 °F), 25.8 °C (78.4 °F)였다. 메트 오피스는 잉글랜드가 1884년 기록 시작 이래 가장 더운 6월을 경험했으며, 평균 기온은 16.9 °C (62.4 °F)였다고 확인했다. 영국 전체는 평균 15.2 °C (59.4 °F)로 역대 두 번째로 더운 6월을 경험했다. 스코틀랜드의 다른 지역에서는 소방관들이 모리 (의회 구역)와 인접한 스코틀랜드 고지에서 4일째 일련의 산불과 싸우고 있었다.
7월 2일은 영국에서 폭염이 끝나는 날이었으며, 일부 지역에서는 최대 6일 동안 지속되었다. 환경청은 기록적으로 건조했던 봄에 이어 전국적으로 가뭄을 경고했다. 노스웨스트잉글랜드와 요크셔험버는 이미 공식적인 가뭄 상태에 있었다.

## 국가별 최고 기온
| 국가                  | 기온               | 날짜     | 위치                        |
| --------------------- | ------------------ | -------- | --------------------------- |
| 알바니아              | 37.6 °C (99.7 °F)  | 6월 9일  | 티라나                      |
| 오스트리아            | 38.3 °C (100.9 °F) | 6월 26일 | 파이슈트리츠옵블라이부르크  |
| 벨기에                | 38.3 °C (100.9 °F) | 7월 2일  | 디펜베이크                  |
| 보스니아 헤르체고비나 | 41 °C (106 °F)     | 7월 3일  | 모스타르                    |
| 크로아티아            | 38.2 °C (100.8 °F) | 6월 26일 | 슬라본스키브로드            |
| 체코                  | 37.4 °C (99.3 °F)  | 7월 2일  | 후시네츠 (프라하 동부 지구) |
| 덴마크                | 34.0 °C (93.2 °F)  | 7월 2일  | 홀베크                      |
| 프랑스                | 41.4 °C (106.5 °F) | 7월 1일  | 카데네                      |
| 독일                  | 39.3 °C (102.7 °F) | 7월 2일  | 안더나흐                    |
| 그리스                | 43.2 °C (109.8 °F) | 6월 27일 | 스칼라                      |
| 아이슬란드            | 26.6 °C (79.9 °F)  | 5월 15일 | 에게이스타디르 공항         |
| 아일랜드              | 29.6 °C (85.3 °F)  | 6월 20일 | 몬트딜론                    |
| 저지섬                | 33.4 °C (92.1 °F)  | 6월 30일 | 저지섬                      |
| 이탈리아              | 38.2 °C (100.8 °F) | 6월 26일 | 볼로냐                      |
| 룩셈부르크            | 36.0 °C (96.8 °F)  | 7월 2일  | 룩셈부르크 공항             |
| 북마케도니아          | 41.7 °C (107.1 °F) | 6월 26일 | 스코페                      |
| 네덜란드              | 39.0 °C (102.2 °F) | 7월 2일  | 마스트리흐트                |
| 폴란드                | 29.4 °C (84.9 °F)  | 4월 18일 | 웨바                        |
| 포르투갈              | 46.6 °C (115.9 °F) | 6월 29일 | 모라                        |
| 루마니아              | 39.2 °C (102.6 °F) | 6월 26일 | 크라이오바                  |
| 세르비아              | 40.7 °C (105.3 °F) | 6월 26일 | 추프리야                    |
| 슬로바키아            | 38.7 °C (101.7 °F) | 7월 3일  | 슬로벤스키 그롭             |
| 슬로베니아            | 38.4 °C (101.1 °F) | 6월 26일 | 치르노멜                    |
| 스페인                | 46.0 °C (114.8 °F) | 6월 28일 | 엘그라나도                  |
| 스웨덴                | 33.4 °C (92.1 °F)  | 7월 2일  | 오스카르스함                |
| 스위스                | 36.0 °C (96.8 °F)  | 6월 28일 | 비아스카                    |
| 튀르키예              | 39.5 °C (103.1 °F) | 6월 26일 | 에디르네                    |
| 영국                  | 35.8 °C (96.4 °F)  | 7월 1일  | 페버샴                      |

## 같이 보기
- 유럽의 기후 변화
- 2003년 유럽 폭염: 70,000명 이상의 초과 사망자 발생
- 2006년 유럽 폭염
- 2018년 유럽 폭염
- 2019년 유럽 폭염
- 2022년 유럽 폭염
- 2023년 유럽 폭염
- 2024년 유럽 폭염
- 기상 기록 목록
- 2025년 날씨